# Spółdzielnia Artystów Ład

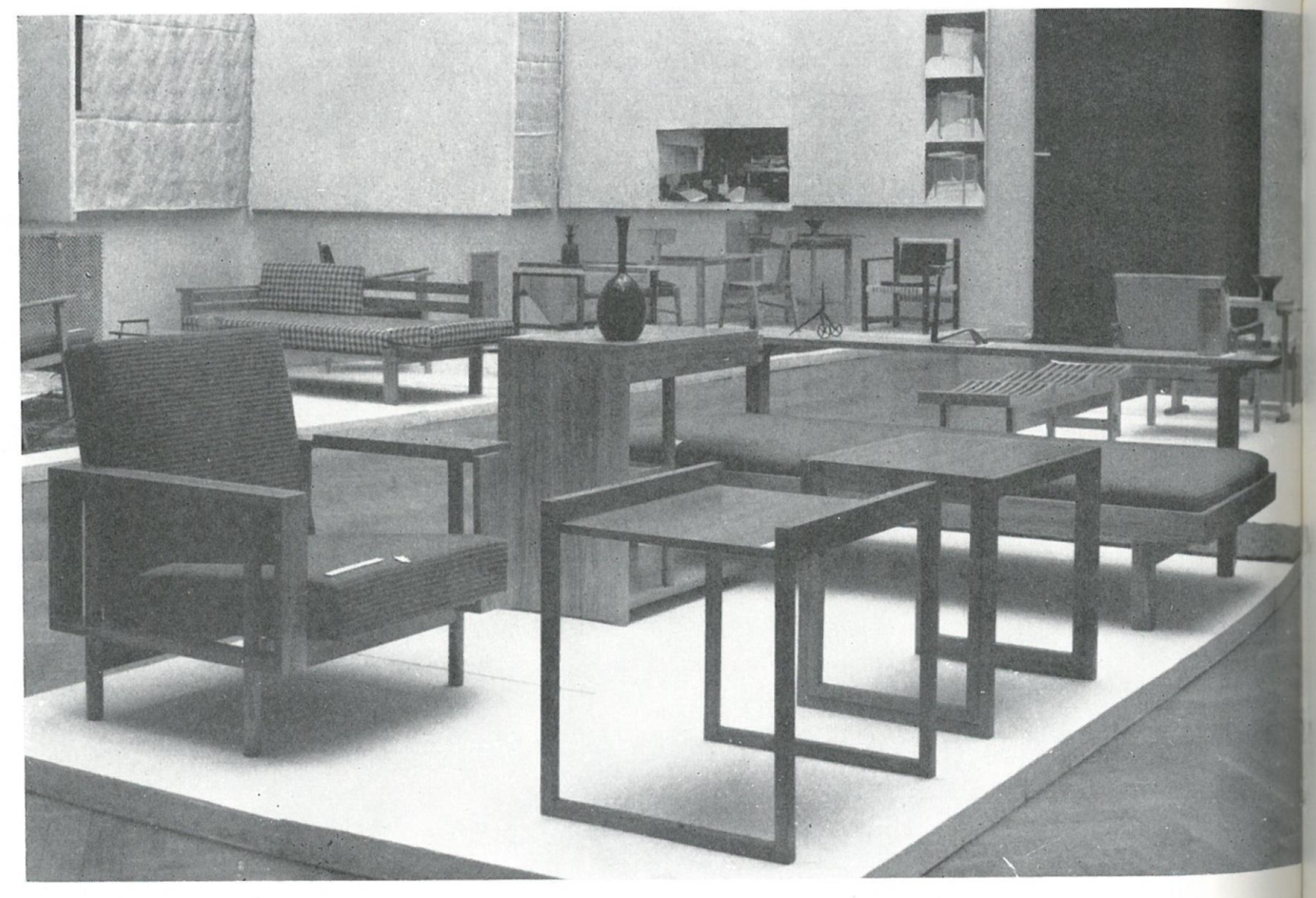
Meble „Ładu” na wystawie w Zachęcie
z okazji czterdziestolecia spółdzielni, 1967

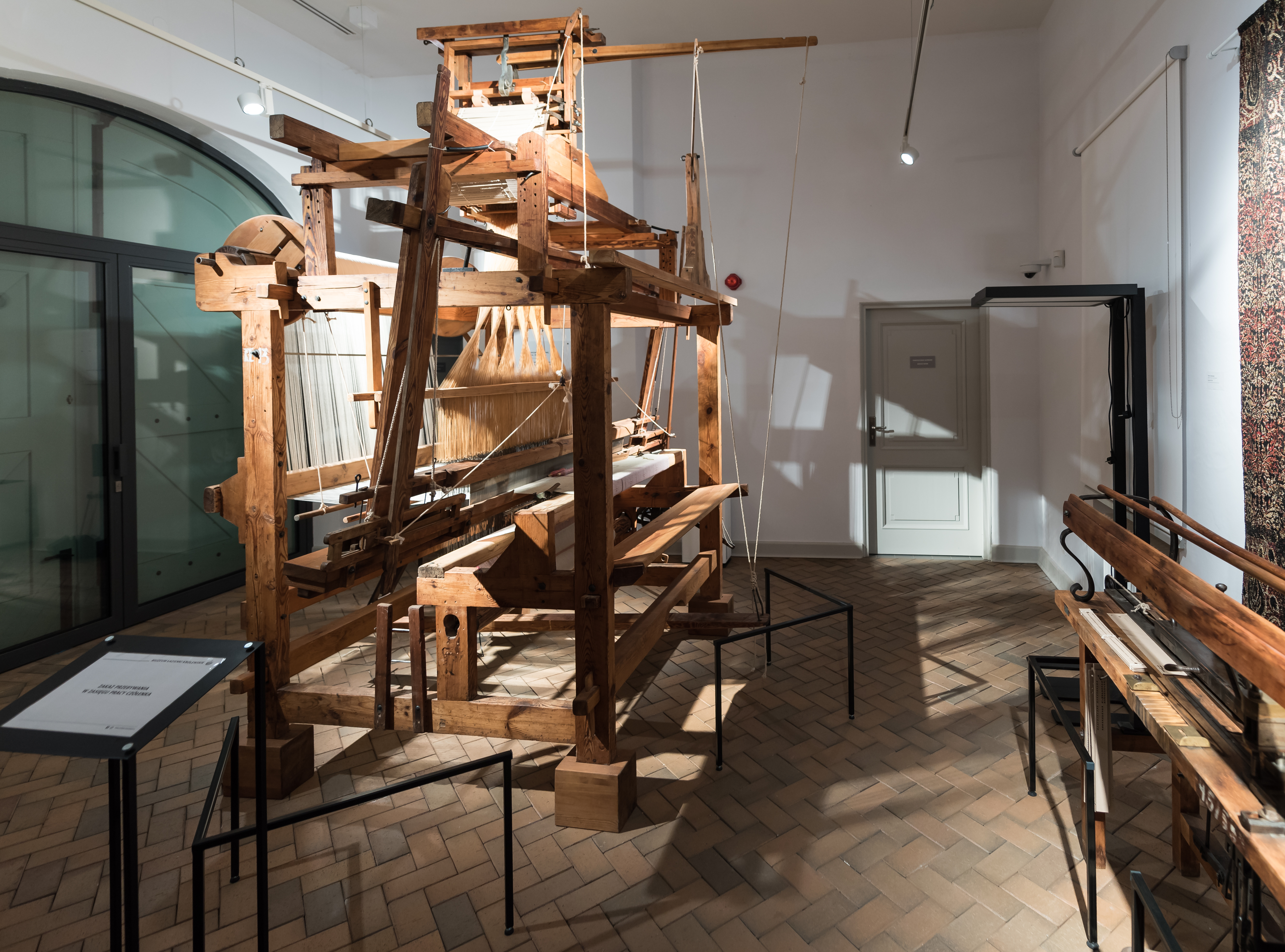
Krosno żakardowe należące do spółdzielni na wystawie w Stajniach Kubickiego w Łazienkach Królewskich

Spółdzielnia Artystów Plastyków „Ład” – spółdzielnia utworzona 27 października 1926 w Warszawie z inicjatywy profesorów Józefa Czajkowskiego, Wojciecha Jastrzębowskiego, Karola Stryjeńskiego i Karola Tichego oraz 2 studentów Szkoły Sztuk Pięknych Eleonory Plutyńskiej i Lucjana Kintopfa, jak również męża Eleonory – Antoniego Plutyńskiego.

## Historia

### Okres międzywojenny
Nazwa spółdzielni stanowiła zarazem jej program artystyczny: „Ład”, bo to tylko trzy litery, bo to znaczy, że ma być ładnie i ma być w tym ład – porządek. Celem spółdzielni było projektowanie i wytwarzanie mebli, tkanin, ceramiki i innych przedmiotów wyposażenia wnętrz mieszkalnych, z wyraźnym dążeniem do doskonałości formy, surowca i wykonania – jak zakładano w statucie.
Z „Ładem” współpracowali przedstawiciele, rozwiązanych w 1926 Warsztatów Krakowskich (będących obok Polskiej Sztuki Stosowanej prekursorem spółdzielni), a także artyści Akademii Warszawskiej, tj. Wanda Sakowska Wanke, która projektowała kilimy, które wystawiane były na wielu wystawach krajowych i międzynarodowych, m.in. w Międzynarodowej Wystawie w Paryżu w 1925, obok kilimów Jastrzębowskiego, Trojanowskiego czy Brzozowskiego (pisał o tym Jerzy Warchałowski w książce Polska sztuka dekoracyjna). Twórcy spółdzielni czerpali inspirację m.in. ze sztuki ludowej okolic Podhala i innych rejonów Polski.
„Ład” miał własne pracownie, w których pod okiem projektantów, pracowali najlepsi rzemieślnicy. Spółdzielnia zlecała wykonanie mebli zakładom rzemieślniczym, gdy większe zamówienia przekraczały jej możliwości techniczne. Z „Ładem” współpracowały takie firmy jak Garde Meuble, czyli Szczerbiński i Spółka oraz Bandych i Jaworski, Bracia Jaskólscy, Drążkiewicz, Herodek, Kamler, Maletko i Pieńkoś, Sterniński; w Poznaniu – Sroczyński, a w Krakowie – Bober i Syn.
W 1931 w Hotelu Europejskim w Warszawie, otwarto sklep firmowy. Wyroby nie należały jednak do tanich, toteż większość nabywców należała do warstw zamożniejszych. Nowością była możliwość zakupu mebli na raty przez mniej zasobnych klientów. „Ład” realizował zlecenia urządzenia całego mieszkania, można było kupić komplet mebli albo pojedyncze sprzęty, a także tkaniny obiciowe i zasłonowe, makaty, kilimy, ceramikę. Podczas codziennych dyżurów projektanci udzielali porad klientom. W okresie międzywojennym spółdzielnia, w uznaniu polskości jej stylu, dostawała zlecenia na wyposażanie wnętrz ważnych instytucji państwowych: ambasad, konsulatów ministerstw. II wojna światowa zahamowała rozwój spółdzielni.

### Czasy powojenne
Spółdzielnia była związana z Warszawą i w czasie okupacji niemieckiej większa część dokumentacji i dorobku uległa zniszczeniu. Przedwojenne meble „Ładu” nie były sygnowane, więc ich identyfikacja wyłącznie na podstawie stylu bywa zawodna: projektanci dostosowywali się do mody i życzeń klienta, także w innych firmach powstawały podobne wzory.
W 1945 reaktywowano „Ład” jako Spółdzielnię Pracy Architektury Wnętrz. Tuż po wojnie, w latach 40. i na początku 50., w „Ładzie” powstawały jeszcze meble unikatowe, projektowane na indywidualne zamówienia dla klientów prywatnych lub instytucji państwowych. W 1950 podporządkowano spółdzielnię nowo utworzonej, nadrzędnej instytucji – Centrali Przemysłu Ludowego i Artystycznego znanej pod nazwą – Cepelia. Styl „Ładu” ewoluował, zmieniał się w zależności od mody, potrzeb odbiorców i upodobań artystów, projektowano meble przeznaczone do produkcji masowej. Do lat 70. XX wieku przewinęły się przez spółdzielnię trzy pokolenia twórców: założyciele „Ładu” Wojciech Jastrzębowski, Marian Sigmund, Jan Kurzątkowski, Tadeusz Banach oraz Czesław Knothe druga generacja, najbardziej znaczącej (zaczynali karierę przed samą wojną albo tuż po niej, ale zasadnicza część ich twórczości przypadła na okres powojenny) – Olgierd Szlekys, Władysław Wincze, Władysław Księżyc oraz artyści debiutujący od połowy lat 50. i w latach 60. – Irena Żmudzińska, Teresa Kruszewska, Ewa Milewska, Hanna Lachert, Izabela Sternińska i Andrzej Nehring, a także: Maria Bielska i Halina Karpińska, Przemysław Kocowski, Roman Schneider, Krystyna Dydyńska i Janina Grzędzielska.
Projektanci „Ładu” pomimo podobnych poglądów na sztukę użytkową, posiadali odmienne temperamenty i indywidualności artystyczne. Prace poszczególnych artystów różniły się, dlatego tworzono w „Ładzie” meble surowe, masywne i proste, ale także eleganckie, o płynnych konturach, czasem zdobione rzeźbieniami; skromne i reprezentacyjne, awangardowe i sięgające do tradycji. „Ład” ostatecznie rozwiązano w 1996. Spółdzielnia wywarła wielki wpływ na polską sztukę użytkową.